# Ryan St. Onge
Pour les articles homonymes, voir St. Onge.
Ryan St. Onge, né le 7 février 1983, est un skieur acrobatique américain spécialisé dans les épreuves de saut acrobatique. 
Au cours de sa carrière, il a disputé les Jeux olympiques d'hiver de 2006 où il prend une seizième place, de plus il a participé à quatre mondiaux où il a remporté le titre mondial en 2009 à Inawashiro, enfin en coupe du monde il est monté à huit reprises sur un podium pour sept victoires.

## Palmarès

### Jeux olympiques d'hiver
| Édition/Discipline | Saut acrobatique |
| JO 2006            | 16e              |

### Championnats du monde
| Édition/Discipline | Saut acrobatique |
| Mondiaux 2003      | 12e              |
| Mondiaux 2005      | 6e               |
| Mondiaux 2007      | 18e              |
| Mondiaux 2009      | Argent           |

### Coupe du monde
- Meilleur classement général : 5e en 2009.
- Meilleur classement en saut acrobatique : 2e en 2009.
- 8 podiums dont 7 victoires en saut acrobatique.